# Чистяков, Иван Васильевич
Иван Васильевич Чистяков — советский хозяйственный, государственный и политический деятель, звеньевой колхоза имени Ленина Молоковского района Калининской области. Герой Социалистического Труда.

## Биография
Родился 10 января 1932 года в деревне Черкасово Молоковского района Тверской (1935-1990 годы – Калининской) области, в семье потомственного кузнеца. Русский.
Трудовую деятельность начал в 1943 году в кузнице, позже освоил льнотрепальный агрегат, самостоятельно изучил трактор и работал механизатором в местном колхозе до призыва на военную службу в Советскую Армию.
После увольнения в запас Иван Васильевич вернулся на родину и продолжил работать в колхозе имени Ленина. Он одним из первых в Молоковском районе создал механизированное безнарядное звено по возделыванию льна, которое в первый же год получило наибольший урожай в колхозе. В последующие годы в колхозе имени Ленина были созданы ещё пять безнарядных механизированных звеньев, большинство из которых возглавили вчерашние ученики И. В. Чистякова. Но его звено прочно удерживало первенство по урожаю льна, каждый механизатор производил от 240 до 325 центнеров волокна за год.
По итогам работы в 7-й семилетке (1959–1965) награждён орденом Ленина.
Указом Президиума Верховного Совета СССР от 8 апреля 1971 года за выдающиеся успехи, достигнутые в развитии сельскохозяйственного производства и выполнении пятилетнего плана продажи государству продуктов земледелия и животноводства, Чистякову Ивану Васильевичу присвоено звание Героя Социалистического Труда с вручением ордена Ленина и золотой медали «Серп и Молот».
В последующие годы звено Ивана Чистякова продолжало наращивать урожайность льна на закреплённом участке. В 1975 году на 119 гектарах звено получило по 12 центнеров волокна с каждого гектара, звеньевой был награждён орденом Октябрьской Революции. В 10-й пятилетке (1976–1980) урожай льноволокна в его звене составил 10,3 центнера с гектара, льносемян – более 5 центнеров с гектара.
И. В. Чистяков неоднократно участвовал в Выставке достижений народного хозяйства (ВДНХ) СССР.
Лауреат Государственной премии СССР (1978) за получение высоких урожаев льна на основе внедрения прогрессивной технологии и передового опыта.
Избирался депутатом Верховного Совета РСФСР 10-го созыва (с 1980 года).
Заслуженный работник сельского хозяйства РСФСР (01.04.1982).
Старший брат Героя Социалистического Труда А. В. Чистякова.
Проживал в родном селе Черкасово. Трагически погиб 22 апреля 1982 года (суицид).

## Награды
Награждён 2 орденами Ленина (30.04.1966; 08.04.1971), орденом Октябрьской Революции (10.03.1976), медалями, а также золотой и 2 серебряными медалями ВДНХ СССР.